# La Drenne
La Drenne is een gemeente in het Franse departement Oise (regio Hauts-de-France). De plaats maakt deel uit van het arrondissement Beauvais. La Drenne is op 1 januari 2017 ontstaan door de fusie van de gemeenten Le Déluge, La Neuville-d'Aumont en Ressons-l'Abbaye. De gemeente telde 1.086 inwoners op 1 januari 2022.

## Geografie
De oppervlakte van La Drenne bedroeg op 1 januari 2022 13,87 vierkante kilometer; de bevolkingsdichtheid was toen 78,3 inwoners per km².

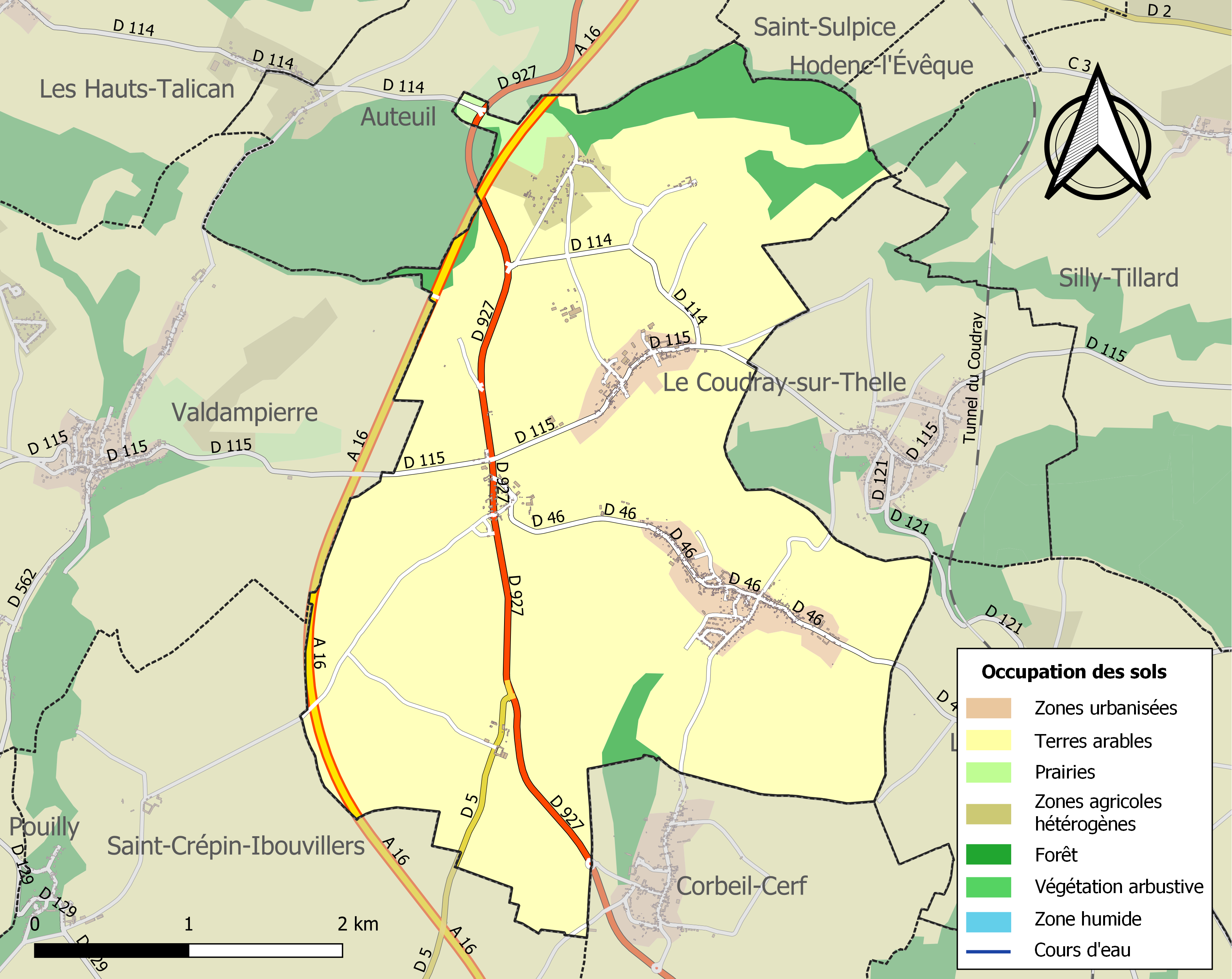
Kaart van de gemeente met belangrijkste infrastructuur, bodemgebruik en omliggende gemeenten